# Fußball-Europameisterschaft der Frauen 1987
Die Fußball-Europameisterschaft der Frauen 1987, seinerzeit noch unter der Bezeichnung Europäischer Wettbewerb für Frauenfußball, (englisch: European Competition for Women’s Football) war die zweite Ausspielung der europäischen Kontinentalmeisterschaft im Frauenfußball und fand vom 11. bis zum 14. Juni im reinen K.-o.-System in Norwegen statt. Alle 16 gemeldeten Nationalteams mussten durch die Qualifikation, denn der Gastgeber des Endrundenturniers wurde erst nach Abschluss aus dem Kreis der vier qualifizierten Teams kurzfristig festgelegt.
Gastgeber Norwegen nutzte seinen Heimvorteil und wurde durch einen Finalsieg über Titelverteidiger Schweden Europameister.

## Qualifikation
Die deutsche Mannschaft scheiterte in der Qualifikationsgruppe 1. Sie spielte gegen Norwegen 2:3 und 0:0, gegen Finnland 1:0 und 0:1 sowie gegen Dänemark 2:0 und 0:3.
Schließlich qualifizierten sich folgende vier Mannschaften für das Turnier:
- England
- Italien
- Norwegen
- Schweden

## Spielorte
Die Spiele der Endrunde der Europameisterschaft wurden in drei Stadien in drei verschiedenen Städten im Süden Norwegens ausgetragen.
| Oslo |

| Drammen |

| Moss |

| Oslo |

| Drammen |

| Moss |

## Finalrunde

### Halbfinale
|                       |   |         |                      |
| 11. Juni 1987 in Oslo |   |         |                      |
| Norwegen              | – | Italien | 2:0 (1:0)            |
| 11. Juni 1987 in Moss |   |         |                      |
| Schweden              | – | England | 3:2 n. V. (2:2, 1:1) |

### Spiel um Platz 3
|                          |   |         |           |
| 13. Juni 1987 in Drammen |   |         |           |
| England                  | – | Italien | 1:2 (1:1) |

### Finale
|                       |   |          |           |
| 14. Juni 1987 in Oslo |   |          |           |
| Norwegen              | – | Schweden | 2:1 (1:0) |

## Schiedsrichter
- Eysteinn Guðmundsson (Halbfinale 1)
- Michał Listkiewicz (Halbfinale 2)
- Peter Mikkelsen (Spiel um Platz 3)
- Eero Aho (Finale)